# Johann Scheibler

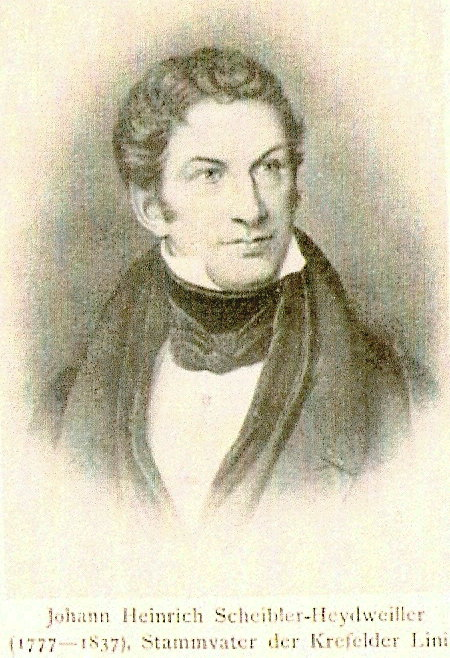
Johann Heinrich Scheibler

Johann Heinrich Scheibler (11 de noviembre de 1777 - 20 de enero de 1837) fue un fabricante de seda de Crefeld, Prusia. A pesar de no tener formación científica, realizó contribuciones a la ciencia de la acústica como musicólogo autodidacta. Creó un "tonómetro" de 56 diapasones como instrumento para medir con precisión el tono mediante el conteo del batimiento, descrito en 1834. "Una tabla de madera... junto con un pequeño mazo de madera con el que se golpean los diapasones, y un buen metrónomo constituyen el aparato de afinación de Scheibler." 
 

El Tonómetro físico y musical, que hace evidente a la vista, mediante el péndulo [métronome], las vibraciones absolutas de los tonos, y de los principales tipos de tonos combinacionales, así como la máxima precisión de los acordes temperados e igualmente matemáticos, inventado y ejecutado por Heinrich Scheibler, fabricante de seda en Crefeld.
Sensaciones del Tono (1885)

Si se conoce la frecuencia de un diapasón, se puede determinar una frecuencia más alta del diapasón utilizando un metrónomo para determinar la frecuencia de la pulsación: F1 + pulsación = F2. Joseph Sauveur (1653–1716) utilizó este método para determinar las frecuencias relativas de los tubos de órgano y mejorar los cálculos anteriores de Marin Mersenne basados en las leyes de Mersenne. 
 

Durante el período experimental a finales del siglo XVIII y principios del XIX, existieron instrumentistas muy virtuosos en la arpa de judío. Así, por ejemplo, [en 1816] Johann Heinrich Scheibler logró montar hasta diez arpas de boca en un disco de soporte. Él llamó al instrumento "Aura". Cada arpa de boca estaba afinada en diferentes tonos básicos, lo que permitió incluso secuencias diatónicas y cromáticas|cromáticas.
Walter Maurer, traducido del alemán.

Entre sus escritos se incluyen:
- Der physikalische und musikalische Tonmesser , welcher… [El tonómetro físico y musical ]; GD Bädeker, Essen, 1834.
- Ueber mathematische Stimmung, Temperaturen und Orgelstimmung nach Vibrations-Differenzen oder Stößen [Sobre las matemáticas de la afinación: temperatura y afinación de órganos después de alteraciones de la vibración], Krefeld, 1837.